# Dávid Guba
Dávid Guba (* 29. června 1991, Humenné) je slovenský fotbalový záložník či útočník, od roku 2016 působí v polském klubu Bruk-Bet Termalica Nieciecza.

## Klubová kariéra
Svoji fotbalovou kariéru začal v TJ Sokol Vydraň, odkud v průběhu mládeže zamířil nejprve do MŠK Spartak Medzilaborce. Později do HFC Humenné a 1. FC Tatran Prešov.

### 1. FC Tatran Prešov
Do prvního týmu Prešova byl povolán v sezóně 2008/09. V 1. lize debutoval 7. listopadu 2009 v utkání proti domácí Dukle Banská Bystrica (prohra Prešova 1:2). 19. listopadu 2011 vsítil svůj první gól v zápase s MFK Ružomberok, v 90. minutě vyrovnával na konečných 1:1. Celkem za klub nastoupil k 58 zápasům, ve kterých se 3x gólově prosadil.

### MŠK Žilina
Od 1. února 2013 do 30. června 2013 se dohodl na hostování v MŠK Žilina. Ačkoli o něj Žilina měla zájem již na podzim, z důvodu zranění (během zápasu 2. kola slovenského poháru v Kalinově, ve kterém vstřelil dva góly a vybojoval pokutový kop) jej angažovala až v zimní ligové přestávce, aby se hráč stihl doléčit. Koncem ledna 2013 absolvoval přípravné utkání s polským klubem Ruch Chorzów a jedním gólem se podílel na debaklu domácího Ruchu. Žilina zvítězila 9:2, přičemž o poločase vedla 6:0. Za mužstvo nakonec odehrál celkem 12 utkání, ve kterých dal 2 branky.
Před sezónou 2013/14 Žilina Gubu z Prešova vykoupila a podepsala s ním tříletý kontrakt.

### FK AS Trenčín
V létě 2014 odešel hostovat do FK AS Trenčín. V lednu 2015 do týmu přestoupil, když uzavřel kontrakt do léta 2017. V sezóně 2014/15 vyhrál s týmem slovenský fotbalový pohár, ve finále se představil proti mužstvu FK Senica, zápas se rozhodl až v penaltovém rozstřelu. Zároveň se stal ve stejném ročníku mistrem Fortuna ligy a mohl slavit zisk double.

V sezóně 2015/16 s týmem Trenčína obhájil double – prvenství ve slovenském poháru i v lize.

### Bruk-Bet Termalica Nieciecza
V červnu 2016 Trenčín opustil a dohodl se na dvouleté smlouvě s polským prvoligovým klubem Bruk-Bet Termalica Nieciecza.

## Reprezentační kariéra
Dávid Guba je členem slovenského reprezentačního výběru do 21 let. V přátelském utkání v březnu 2012 proti stejně starému výběru Černé Hory patřil k nejlepším na hřišti. Slovensko zvítězilo 4:1 a Guba dal jeden gól.